# Henri Lebesgue

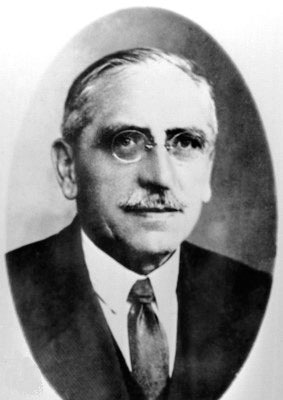
Henri Lebesgue

Henri Léon Lebesgue (Beauvais, 28 juni 1875 – Parijs, 26 juli 1941) was een Franse wiskundige, die bekend is door zijn theorie van integralen. De Lebesgue-integraalrekening is oorspronkelijk gepubliceerd in zijn proefschrift Intégrale, longueur, aire: "Integraal, lengte, oppervlak" aan de universiteit van Nancy in 1902.

## Biografie
De vader van Lebesgue was een handzetter, die stierf aan tuberculose toen zijn zoon nog heel jong was.  Ook Henri heeft zijn hele leven last gehad van een slechte gezondheid. Na de dood van haar man werkte de moeder van Henri om hen te onderhouden. Henri was een bijzonder goede leerling en hij studeerde later aan de École normale supérieure.
Lebesgue trouwde met de zus van een van zijn medestudenten. Zij kregen twee kinderen, Suzanne en Jacques. Tijdens het schrijven aan zijn proefschrift gaf hij les aan een school in Nancy.

## De Lebesgue-integraalrekening

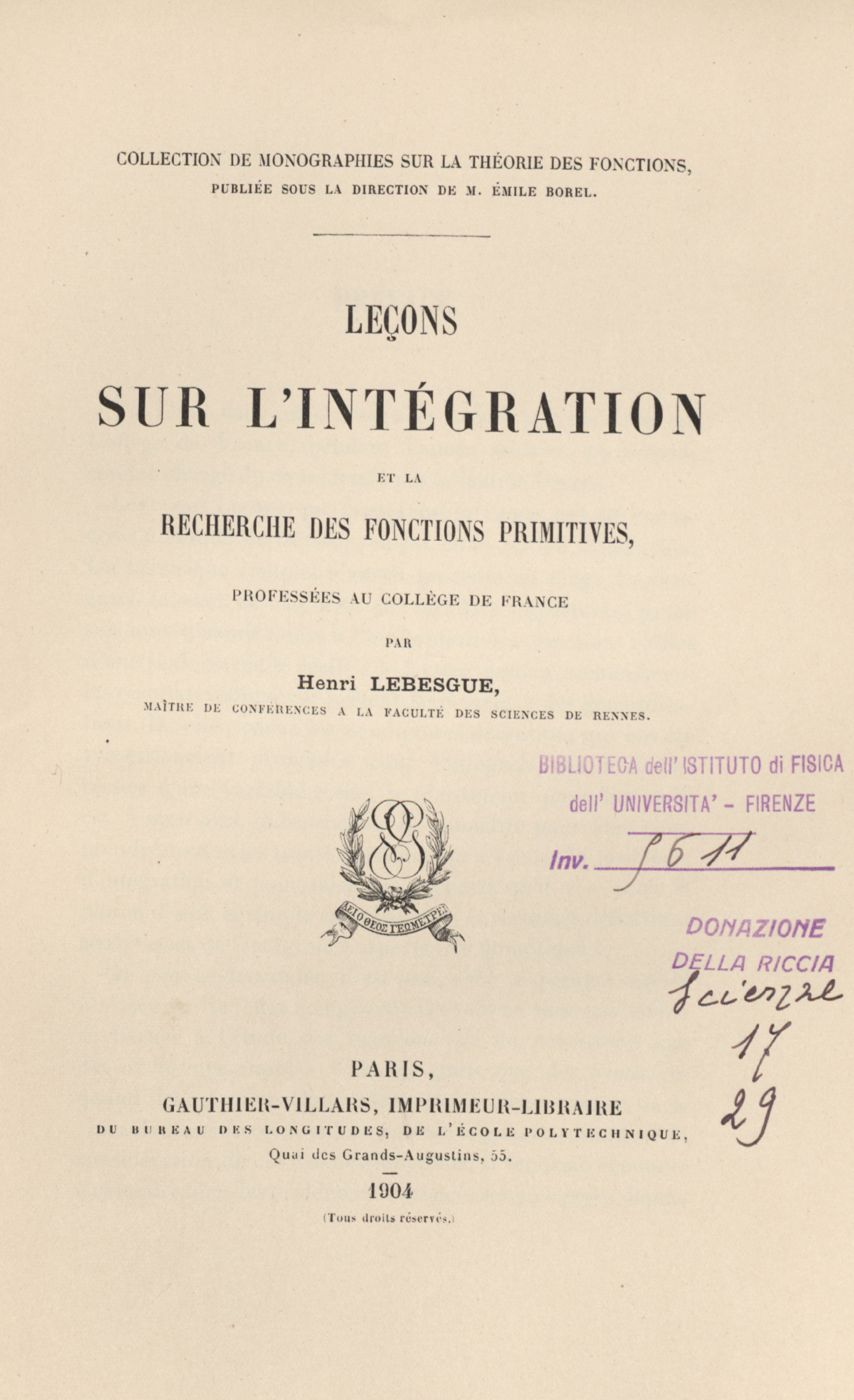
Leçons sur l'integration et la recherche des fonctions primitives, 1904

Integratie is een wiskundige operatie, die overeenkomt met het informele concept van het bepalen van het oppervlak onder de grafiek van een functie. De eerste integraalrekening was in de derde eeuw voor Christus door Archimedes bedacht. Deze numerieke integratie werkte slechts in speciale gevallen met een hoge mate van symmetrie. In de 17e eeuw ontdekten Isaac Newton en Gottfried Wilhelm Leibniz onafhankelijk van elkaar dat integratie de inverse operatie is van differentiëren. Dit maakte dat voor het eerst de berekening van een grote groep integralen mogelijk werd. Hoe praktisch ook, de integraalrekening van Newton en Leibniz had niet zo'n stevige wiskundige basis als de methode van Archimedes, die was gestoeld op de postulaten van Euclides.
In de 19e eeuw ontwikkelde Augustin Louis Cauchy een goed gefundeerde theorie van limietrekening en Bernhard Riemann gebruikte deze voor een nauwkeuriger definitie van wat tegenwoordig de Riemannintegratie wordt genoemd: De is het oppervlak onder de grafiek door het met rechthoeken te vullen en de oppervlaktes van de rechthoeken bij elkaar te tellen. Door vervolgens de breedte van de rechthoeken steeds kleiner te maken ontstaat een rij van benaderingen van het oppervlak onder de grafiek. Wanneer daarvan de limiet bestaat is dat de waarde van de integraal. Voor sommige functies bestaat die limiet niet en is er geen Riemanintegraal.
Lebesgue is de uitvinder van een nieuwe integratiemethode die dit laatste probleem oplost. In plaats van het gebruik van het oppervlak van rechthoeken, waarbij de nadruk ligt op het domein van een functie, gebruikt Lebesgue het codomein als basis voor het oppervlak. Zijn idee was om eerst de integraal te bepalen voor eenvoudige functies, meetbare functies die slechts een eindig aantal waarden aannemen. Vervolgens definieert Lebesgue voor meer ingewikkelde functies de integraal als de kleinste bovengrens van alle integralen van eenvoudige functies die kleiner zijn dan de te integreren functie.
Lebesgue-integratie heeft de mooie eigenschap dat voor elke functie waarvoor de Riemann-integraal bestaat, de Lebesgue-integraal ook bestaat en dat deze aan elkaar gelijk zijn. Er zijn echter veel functies die wel een Lebesgue-integraal hebben, maar geen Riemann-integraal.
Als onderdeel van de ontwikkeling van de Lebesgue-integraalrekening, vond Lebesgue het concept van de Lebesgue-maat uit. Dit concept breidt het idee van lengte van een interval uit tot een grote groep van verzamelingen, genaamd meetbare verzamelingen. De techniek die Lebesgue toepast om van een maat over te gaan naar een integraal kan voor andere toepassingen worden gebruikt. Dit heeft geleid tot de maattheorie, een modern deelgebied van de wiskunde.
De Lebsegue-integraalrekening heeft nog een zwakte. Riemann-integratie is te generaliseren tot de oneigenlijke Riemann-integraal die toepasbaar is op functies waarvan het domein geen gesloten interval is. De Lebesgue-integraal bestaat voor deze functies niet in alle gevallen (maar als de Lebesgue-integraal bestaat, dan is deze wederom gelijk aan de (oneigenlijke) Riemann-integraal).
Voor functies op de reële getallen (gezien als topologische ruimte) is de Henstock-Kurzweil-integraal een nog verder gegeneraliseerde theorie van integratie die meer functies aankan dan de Lebesgue-integratie en de (oneigenlijke) Riemann-integratie. Echter, de Henstock-Kurzweil-integraal is afhankelijk van specifieke ordeningsrelaties van R en is daardoor niet te generaliseren naar integratie in meer algemene ruimtes, terwijl de Lebesgue-integratie op natuurlijke manier naar dat soort ruimtes uitbreidbaar is.
In de maattheorie en verwante takken van de wiskunde is de Lebesgue-Stieltjes-integratie een veralgemening van de Riemann-Stieltjes-- en Lebesgue-integratie, waarbij de meeste voordelen worden behouden in een meer gegeneraliseerd maattheoretisch raamwerk.

## Andere prestaties van Lebesgue
Behalve zijn proefschrift schreef Lebesgue twee boeken:
- Leçons sur l'intégration et la recherche des fonctions primitives (1904),
- Leçons sur les séries trigonométriques (1906).

Lebesgue bewees de laatste stelling van Fermat voor n=7.
De Lebesgue-integraalrekening is een voorbeeld van de kracht van de generalisatie. Lebesgue zelf was in het algemeen geen voorstander van generalisatie en een groot deel van zijn leven werkte hij aan zeer specifieke problemen, vooral in de wiskundige analyse. Hij schreef ooit

Réduites à des théories générales, les mathématiques seraient une belle forme sans contenu.

Vertaling: Teruggebracht tot algemene theorieën zou de wiskunde prachtige vorm zonder inhoud zijn.

De Pool Zygmunt Janiszewski, de Zwitser Georges de Rham en de Fransman Paul Montel waren wiskundestudenten van Lebesgue in Parijs.

### Originele artikelen geschreven door Henri Lebesgue
- (fr)  Sur le problème des aires 1, 1903
- (fr)  Sur les séries trigonométriques, 1903
- (fr)  Une propriété caractéristique des fonctions de classe 1, 1904
- (fr)  Sur le problème des aires 2, 1905
- (fr)  Contribution à l'étude des correspondances de M. Zermelo, 1907
- (fr)  Sur la méthode de M. Goursat pour la résolution de l'équation de Fredholm, 1908
- (fr)  Sur les intégrales singulières, 1909
- (fr)  Remarques sur un énoncé dû à Stieltjes et concernant les intégrales singulières, 1909
- (fr)  Sur l'intégration des fonctions discontinues, 1910
- (fr)  Sur la représentation trigonométrique approchée des fonctions satisfaisant à une condition de Lipschitz, 1910
- (fr)  Sur un théorème de M. Volterra, 1912
- (fr)  Sur certaines démonstrations d'existence., 1917
- (fr)  Remarques sur les théories de la mesure et de l'intégration., 1918
- (fr)  Sur une définition due à M. Borel (lettre à M. le Directeur des Annales Scientifiques de l'École Normale Supérieure), 1920
- (fr)  Exposé géométrique d'un mémoire de Cayley sur les polygones de Poncelet, 1921
- (fr)  Sur les diamètres rectilignes des courbes algébriques planes, 1921
- (fr)  Sur la théorie de la résiduation de Sylvester, 1922
- (fr)  Remarques sur les deux premières démonstrations du théorème d'Euler relatif aux polyèdres, 1924
- (fr)  Démonstration du théorème fondamental de la théorie projective des coniques faite à l'aide des droites focales de M. P. Robert, 1935